# Юснейліс Гузман
Юснейліс Гузман Лопез (ісп. Yusneylis Guzmán López; нар. 8 серпня 1996) — кубинська борчиня вільного стилю, срібна призерка Олімпійських ігор 2024 року, Панамериканська чемпіонка, срібна призерка Панамериканських ігор, бронзова призерка Центральноамериканського і Карибського чемпіонату, срібна та бронзова призерка Центральноамериканських і Карибських ігор, учасниця Олімпійських ігор.

## Життєпис
У 2015 році здобула бронзову медаль Панамериканського чемпіонату серед юніорів. Наступного року стала чемпіонкою цих змагань.
У 2020 році на олімпійському кваліфікаційному турнірі в Оттаві посіла перше місце, що дозволило їй відібратись на літні Олімпійські ігри в Токіо. На Олімпіаді Єпес програла перший поєдинок з рахунком 2:8 у представниці Китаю Сунь Янань. Оскільки китайська спортсменка пройшла до фіналу, Юснейліс Гузман змогла взяти учать у втішних сутичках за бронзову нагороду. Однак програла перший втішний поєдинок з представниці України Оксані Лівач (туше), вибувши зі змагань та посівши у підсумку дванадцяте місце.

## Спортивні результати на міжнародних змаганнях

### Виступи на Олімпіадах
| Змагання                    | Збірна | Вагова категорія          | Місце  |
| --------------------------- | ------ | ------------------------- | ------ |
| Літні Олімпійські ігри 2020 | Куба   | жіноча боротьба, до 50 кг | 12     |
| Літні Олімпійські ігри 2024 | Куба   | жіноча боротьба, до 50 кг | Срібло |

### Виступи на Чемпіонатах світу
| Змагання                        | Збірна | Вагова категорія          | Місце |
| ------------------------------- | ------ | ------------------------- | ----- |
| Чемпіонат світу з боротьби 2019 | Куба   | жіноча боротьба, до 50 кг | 28    |
| Чемпіонат світу з боротьби 2023 | Куба   | жіноча боротьба, до 50 кг | 19    |

### Виступи на Панамериканських чемпіонатах
| Змагання                                   | Збірна | Вагова категорія          | Місце  |
| ------------------------------------------ | ------ | ------------------------- | ------ |
| Панамериканський чемпіонат з боротьби 2014 | Куба   | жіноча боротьба, до 48 кг | 13     |
| Панамериканський чемпіонат з боротьби 2015 | Куба   | жіноча боротьба, до 48 кг | 7      |
| Панамериканський чемпіонат з боротьби 2016 | Куба   | жіноча боротьба, до 48 кг | 7      |
| Панамериканський чемпіонат з боротьби 2019 | Куба   | жіноча боротьба, до 50 кг | Золото |
| Панамериканський чемпіонат з боротьби 2020 | Куба   | жіноча боротьба, до 50 кг | 7      |
| Панамериканський чемпіонат з боротьби 2023 | Куба   | жіноча боротьба, до 50 кг | Бронза |

### Виступи на Панамериканських іграх
| Змагання                  | Збірна | Вагова категорія          | Місце  |
| ------------------------- | ------ | ------------------------- | ------ |
| Панамериканські ігри 2015 | Куба   | жіноча боротьба, до 48 кг | 5      |
| Панамериканські ігри 2019 | Куба   | жіноча боротьба, до 50 кг | Срібло |
| Панамериканські ігри 2023 | Куба   | жіноча боротьба, до 50 кг | Золото |

### Виступи на Центральноамериканських і Карибських чемпіонатах
| Змагання                                                       | Збірна | Вагова категорія          | Місце  |
| -------------------------------------------------------------- | ------ | ------------------------- | ------ |
| Центральноамериканський і Карибський чемпіонат з боротьби 2018 | Куба   | жіноча боротьба, до 50 кг | Бронза |

### Виступи на Центральноамериканських і Карибських іграх
| Змагання                                                | Збірна | Вагова категорія          | Місце  |
| ------------------------------------------------------- | ------ | ------------------------- | ------ |
| Центральноамериканські і Карибські ігри 2014 (Веракрус) | Куба   | жіноча боротьба, до 48 кг | Срібло |
| Центральноамериканські і Карибські ігри 2018            | Куба   | жіноча боротьба, до 50 кг | Бронза |
| Центральноамериканські і Карибські ігри 2023            | Куба   | жіноча боротьба, до 50 кг | Золото |

### Виступи на інших змаганнях
| Змагання                                                        | Збірна | Вагова категорія          | Місце  |
| --------------------------------------------------------------- | ------ | ------------------------- | ------ |
| Cerro Pelado International 2013                                 | Куба   | жіноча боротьба, до 48 кг | Золото |
| Кубок Гранми з боротьби 2014                                    | Куба   | жіноча боротьба, до 48 кг | 5      |
| Beat the Streets 2015                                           | Куба   | жіноча боротьба, до 48 кг | Срібло |
| Кубок Канади з боротьби 2015                                    | Куба   | жіноча боротьба, до 48 кг | Золото |
| Олімпійський кваліфікаційний турнір з боротьби 2016 (Фріско)    | Куба   | жіноча боротьба, до 48 кг | 5      |
| Гран-прі «Іван Яригін» 2018                                     | Куба   | жіноча боротьба, до 50 кг | 8      |
| Cerro Pelado International 2018                                 | Куба   | жіноча боротьба, до 50 кг | Срібло |
| Cerro Pelado International 2019                                 | Куба   | жіноча боротьба, до 50 кг | Золото |
| Кубок Гранми і Серро-Пеладо з боротьби 2020                     | Куба   | жіноча боротьба, до 50 кг | Золото |
| Олімпійський кваліфікаційний турнір з боротьби 2020 (Оттава)    | Куба   | жіноча боротьба, до 50 кг | Золото |
| Олімпійський кваліфікаційний турнір з боротьби 2024 (Акапулько) | Куба   | жіноча боротьба, до 50 кг | Золото |
| Гран-прі Іспанії з боротьби 2024                                | Куба   | жіноча боротьба, до 50 кг | 7      |

### Виступи на змаганнях молодших вікових груп
| Змагання                                                 | Збірна | Вагова категорія          | Місце  |
| -------------------------------------------------------- | ------ | ------------------------- | ------ |
| Панамериканський чемпіонат з боротьби серед юніорів 2015 | Куба   | жіноча боротьба, до 48 кг | Бронза |
| Панамериканський чемпіонат з боротьби серед юніорів 2016 | Куба   | жіноча боротьба, до 51 кг | Золото |